# Шайдома
Ша́йдома (карел. Šäidäm) — деревня в составе Кяппесельгского сельского поселения Кондопожского района Республики Карелия Российской Федерации.

## Общие сведения
Расположена на северо-восточном берегу озера Шайдомозеро. На территории деревни было шесть кузниц, где добывали и жгли много угля.

## Население
Численность населения в 1905 году составляла 159 человек.
| 2002 | 2009 | 2010 | 2013 |
| ---- | ---- | ---- | ---- |
| 102  | ↘74  | ↘49  | ↘37  |